# Katherine Heigl
Katherine Marie Heigl (/ˈhaɪɡəl/; (Washington, D.C., 24 de novembro de 1978) é uma atriz e ex-modelo norte-americana. Ela começou sua carreira como modelo infantil na Wilhelmina Models antes de voltar sua atenção para a atuação, fazendo sua estréia no cinema em That Night (1992) e depois aparecendo em My Father the Hero (1994), bem como em Under Siege 2: Dark Territory (1995)) Heigl, então, conseguiu o papel de Isobel Stevens na série de televisão da WB Roswell (1999–2002), pela qual recebeu indicações para Prêmio Saturno e Teen Choice Awards.
De 2005 a 2010, Heigl estrelou como a aclamada Izzie Stevens no drama médico de televisão da ABC Grey's Anatomy, um papel que lhe trouxe reconhecimento e elogios significativos, incluindo o Emmy do Primetime de melhor atriz coadjuvante em série dramática em 2007. Suas aparições em filmes mais conhecidas incluem papéis em Knocked Up (2007), 27 Dresses (2008), The Ugly Truth (2009), Killers (2010), Life As We Know It (2010), New Year's Eve (2011), The Big Wedding (2013), e Unforgettable (2017). Heigl também atuou em vários filmes que tiveram lançamentos limitados, incluindo Jackie & Ryan (2014), Home Sweet Hell (2015) e Jenny's Wedding (2015). Ela também interpretou o papel principal da série de televisão da NBC, State of Affairs, de 2014 a 2015, e emprestou sua voz ao filme de animação The Nut Job (2014) e sua sequência de 2017.
Além disso, Heigl se estabeleceu como modelo de revista, aparecendo em várias publicações, incluindo Maxim, Vanity Fair e Cosmopolitan.  Ela é casada com o cantor Josh Kelley, com quem ela tem um filho e duas filhas.
Heigl teve um papel principal nas duas temporadas finais da série Suits  da USA Network (2018–2019) e estrelou a série Firefly Lane (2021) da Netflix.

## Biografia
Katherine Marie Heigl, filha de Nancy e Paul Heigl, foi criada como mormon. Pouco tempo depois de seu nascimento, a família se mudou para a cidade de New Canaan, em Connecticut, onde seu irmão mais velho, Jason, morreu em 1986, após um acidente de carro. Pouco tempo depois da morte cerebral do irmão de Katherine ter sido declarada, a família decidiu doar os órgãos dele. Esse acontecimento é um dos maiores fatores para que Katherine se tivesse tornado uma grande apoiante da doação de órgãos.
Aos nove anos, uma tia, durante uma visita à família, tirou diversas fotografias de Katherine, enviando-as posteriormente para diversas agências de modelos. Poucas semanas depois, Katherine assinava um contrato para se tornar modelo infantil.
Casada com Josh Kelley desde dezembro de 2007, decidiu adotar, em 2009 uma menina de origem coreana com dez meses, a quem chamou de Nancy Leigh, em homenagem à sua mãe e à sua irmã e em 2012 adotou sua segunda filha, Adalaide Marie Hope.
Katherine Heigl deu à luz seu terceiro filho com o marido, Josh Kelley. O bebê é um menino e se chama Joshua Bishop Kelley Jr. O parto aconteceu no dia 20 de dezembro de 2016.

## Carreira
Não demorou muito até Heigl começar a aparecer em anúncios, sendo o primeiro testes para o popular cereal Cheerios. O sucesso nos comerciais deu sequência a um papel para o cinema, no filme That Night, de 1992. Foi aí que Katherine percebeu que poderia ser atriz.
Em 1993, foi Christina Sebastian em King of the Hill.
O primeiro papel de Katherine como protagonista foi no filme My Father The Hero, de 1994. Mesmo com tantas oportunidades, ela continuou a ir a escola em New Canaan, tentando equilibrar os estudos com a sua carreira de atriz e modelo. Katherine teve então a oportunidade de participar de um dos filmes de Steven Seagal, no papel de Sarah, no sucesso de 1995 A Força em Alerta 2.
Mesmo com o sucesso como atriz, Katherine não parou de trabalhar como modelo, aparecendo constantemente em revistas como a Seventeen.
Em 1996, os pais de Katherine divorciaram-se, o que a levou a morar com a mãe em uma casa em Malibu. A mãe de Katherine tornaria-se também sua empresária.
Em 1997 faz a Princesa Ilene em Prince Valiant.
Dois anos depois, em 1998, Katherine apareceria no sucesso A Noiva de Chucky e em Bug Buster. Pouco depois, ela resolveu investir na televisão, aceitando o papel de Isabel Evans no seriado de ficção científica Roswell, o que demonstrou ser uma decisão acertada, pois a série obteve ótimas críticas.
Com o sucesso de Roswell, Katherine atingiu a fama, aparecendo nas capas das mais variadas publicações, como TV Guide, FHM, Maxim e Teen.
Enquanto Roswell estava em produção, Katherine teve a oportunidade de trabalhar em diversos filmes, incluindo o filme independente de 2000 100 Girls e o filme de terror, de 2001, Valentine, ao lado de David Boreanaz e Denise Richards.

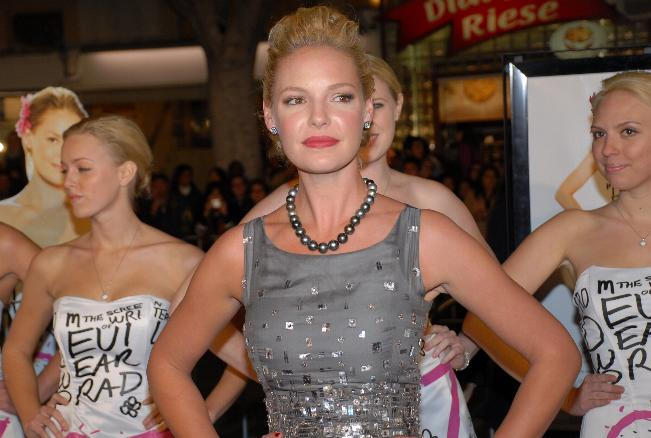
Heigl durante a estreia de Vestida para Casar em Westwood, Califórnia (2008)

Em 2003, apareceu no filme Descendant como Ann Hedgerow/Emily Hedgerow e em cinco telefilmes: Evil Never Dies, co-estrelado por Thomas Gibson, uma adaptação moderna do mito de Frankenstein; Love Comes Softly, para a estação televisiva Hallmark, foi um bem-sucedido drama no qual Katherine interpretou Marty Claridge, uma jovem recém-casada e grávida, que viaja pelo oeste dos Estados Unidos, Critical Assembly como Aizy Hayward, Vegas Dick como Madeline e, por último e definitivamente menos importante, Heigl teve a oportunidade de interpretar "Isabella Linton" em uma reinterpretação moderna feita pela MTV norte-americana do clássico romance de Emily Brontë Wuthering Heights.
Em 2004, faz Love's Enduring Promise como Marty Claridge Davis e em 2005, faz Romy and Michele: In the Beginning como Romy White.
Em 2005, Heigl voltaria a trabalhar num seriado televisivo. Ela foi escolhida para interpretar a bela e esforçada médica Isobel "Izzie" Stevens, no extremamente bem-sucedido drama médico Grey's Anatomy.
Em 2006 com 27 Dresses protagoniza ao lado de James Marsden e em 2007 aparece no filme Ligeiramente Grávidos. Em 2009 foi a protagonista do filme The Ugly Truth, uma comédia romântica ao lado de Gerard Butler.
Em 2010 estrelou os filmes Juntos pelo Acaso e Par Perfeito ao lado de Josh Duhamel e Ashton Kutcher respectivamente. Em 2011 estrelou também Noite de Ano Novo. Em 2012, a atriz protagonizou Como Agarrar Meu Ex-Namorado. Em 2013 co-protagoniza o filme O Casamento do Ano.
Em 2014, Heigl foi a estrela principal da série de televisão State of Affairs, onde interpreta Charleston "Charlie" Whitney Tucker, uma agente da CIA, que trabalha diretamente com a presidente dos Estados Unidos durante os incidentes de maior risco ao redor do mundo. Ela balanceia sua intensa responsabilidade política com uma complicada vida pessoal. State of Affairs estreou nos Estados Unidos em 17 de Novembro de 2014, e foi transmitida pela rede NBC
Em 2017, protagoniza Doubt como Sadie Ellis.
Em janeiro de 2018, Katherine foi confirmada no elenco regular da 8ª temporada da série de televisão Suits, ela interpretará a advogada Samantha Wheeler. A temporada estreou em julho de 2018.

## Filmografia

### Filmes
| Ano  | Título                         | Papel                          | Notas               |
| ---- | ------------------------------ | ------------------------------ | ------------------- |
| 1992 | That Night                     | Kathryn                        |                     |
| 1993 | King of the Hill               | Christina Sebastian            |                     |
| 1994 | My Father the Hero             | Nicole Arnel                   |                     |
| 1995 | Under Siege 2: Dark Territory  | Sarah Ryback                   |                     |
| 1996 | Wish Upon a Star               | Alexia Wheaton                 |                     |
| 1997 | O Principe Valente             | Princesa Ilene                 |                     |
| 1998 | Bug Buster                     | Shannon Griffin                |                     |
| 1998 | Bride of Chucky                | Jade Kincaid                   |                     |
| 2000 | 100 Girls                      | Arlene                         |                     |
| 2001 | Valentine                      | Shelley Fisher                 |                     |
| 2003 | Descendant                     | Ann Hedgerow/Emily Hedgerow    |                     |
| 2005 | Side Effects                   | Karly Hert                     | Produtora Executiva |
| 2005 | The Ringer                     | Lynn Sheridan                  |                     |
| 2006 | Zyzzyx Road                    | Marissa                        |                     |
| 2006 | Caffeine                       | Laura                          |                     |
| 2007 | Knocked Up                     | Allison Scott                  | Protagonista        |
| 2008 | 27 Dresses                     | Jane Nichols                   |                     |
| 2009 | The Ugly Truth                 | Abby Richter                   | Produtora Executiva |
| 2010 | Killers                        | Jennifer "Jen" Kornfeldt Aimes |                     |
| 2010 | Life as We Know It             | Holly Berenson                 | Produtora Executiva |
| 2011 | New Year's Eve                 | Laura Carrington               |                     |
| 2012 | One for the Money              | Stephanie Plum                 | Produtora Executiva |
| 2013 | The Big Wedding                | Lyla Griffin                   |                     |
| 2014 | The Nut Job                    | Andie                          | Voz                 |
| 2014 | Jackie & Ryan                  | Jackie Laurel                  |                     |
| 2015 | Home Sweet Hell                | Mona Champagne                 |                     |
| 2015 | Jenny's Wedding                | Jenny Farrell                  |                     |
| 2017 | Paixão Obsessiva               | Tessa Connover                 |                     |
| 2017 | The Nut Job 2: Nutty by Nature | Andie                          | Voz                 |
| 2021 | Fear of Rain                   | Michelle Burroughs             |                     |

### Televisão
| Ano       | Título                             | Papel                                       | Notas                                           |
| --------- | ---------------------------------- | ------------------------------------------- | ----------------------------------------------- |
| 1996      | Wish Upon a Star                   | Alexia Wheaton                              | telefilme                                       |
| 1998      | The Tempest                        | Miranda Prosper                             | telefilme                                       |
| 1999–2002 | Roswell                            | Isabel Evans                                | Elenco principal: 60 episódios                  |
| 2002      | The Twilight Zone                  | Andrea Collins                              | Episódio : "Cradle of Darkness"                 |
| 2003      | Critical Assembly                  | Aizy Hayward                                | telefilme                                       |
| 2003      | Vegas Dick                         | Madeline                                    | telefilme                                       |
| 2003      | Love Comes Softly                  | Marty Claridge                              | telefilme                                       |
| 2003      | MTV's Wuthering Heights            | Isabel Linton                               | telefilme                                       |
| 2004      | Love's Enduring Promise            | Marty Claridge Davis                        | telefilme                                       |
| 2005      | Romy and Michele: In the Beginning | Romy White                                  | telefilme                                       |
| 2005–2010 | Grey's Anatomy                     | Dr. Izzie Stevens                           | Elenco Principal (temporada 1–6): 120 episódios |
| 2014–2015 | State of Affairs                   | Oficial Charleston "Charlie" Whitney Tucker | Protagonista; Produtora Executiva               |
| 2017      | Doubt                              | Sadie Ellis                                 | Protagonista                                    |
| 2018–2019 | Suits                              | Samantha Wheeler                            | Elenco Principal (8ª-9ª temporadas)             |
| 2021      | Firefly Lane                       | Tully Hart                                  | Protagonista; produtora executiva               |